# Cabo (náutica)

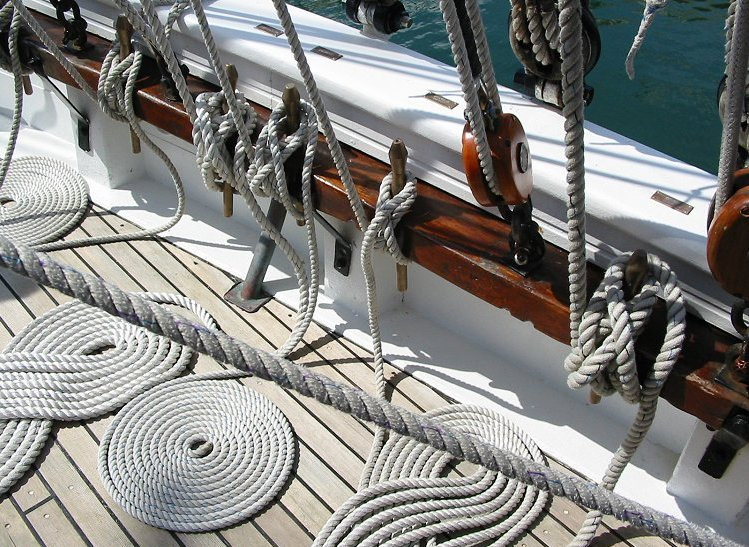
Cabos en un barco

Un cabo es cualquiera de las cuerdas que se emplean a bordo de un barco y que, según su grueso, consta de dos, tres o cuatro cordones. 

## Etimología
En lo antiguo y según el Voc. Nav. solo a veces, la palabra cabo, tenía la definición anterior, pues en general, se refería solo al extremo de la cuerda, lo que hoy se llama chicote.
Antiguamente, al cabo se le daba el nombre de cuerdas o gumenas al conjunto de todos los cabos de a bordo, aunque Gamb. dice que cuando eran de esparto.
1. Voc. Nav.: Vocabulario Navaresco del siglo XVI
2. Gamb.: El Capitán Sebastián Fernández de Gamboa (Vocabulario manuscrito, al parecer, de mediados del siglo XVII)

El cabo, según hoy se entiende y aquí va definido, se diferencia de la beta, con la que indistintamente se equivoca, en que su aplicación es más general, pues la beta solo la tiene con respecto a los cabos de labor. Estos además, o el conjunto de ellos que está en acción, se llama también maniobra y en plural obras.

## Tipos de cabos
Según el número de cordones de que constan los cabos, mena o diámetro y modo de estar colchados, reciben diversos nombres:

### Por su cualidad
- Cabo Acalabrotado: es el cabo formado por tres cordones, compuesto a su vez cada uno de otros tres, así consta de nueve cordones.
- Cabo Estufado (Cabo Enjugado): es el cabo que ha pasado por la estufa para que pierda la humedad.
- Cabo Blanco: es el cabo que no tiene alquitrán.
- Cabo Negro (Cabo Alquitranado): es el cabo que tiene alquitrán.
- Cabo Contrahecho: es el cabo que se hace con filásticas viejas. (fr. Contrefait; ing. Made up; it. Contrafatto).
- Cabo Hechizo: es el cabo o cuerda formados de la unión de otros.

### Por su estado
- Cabo Embestido: es el cabo que está enredado con otro.
- Cabo Estirado: es el cabo que por haber servido el tiempo suficiente, ha perdido la rigidez de su colcha, está flexible y no toma coca, codillo o vueltas cuando se aduja.
- Cabo Mascado: es el cabo en el cual se ha hecho una rozadura por cualquier causa.

### Por su laboreo
- Cabo firme (Cabo muerto): es el cabo que sirve para sujeción de palos y masteleros, como son los obenques, estáis, brandales, etc.
- Cabos de labor: son los cabos que están en juego para el manejo de todo el aparejo.
- Cabo pasado al derecho: es el cabo que en su laboreo lleva la dirección de proa hacia popa.
- Cabo pasado al revés: es el cabo que su laboreo lleva la dirección de popa a proa.
- Cabo Sencillo (Cabo Simple, Cabo Single): es el cabo que laborea sencillo, como la braza, el amantillo etc. cuando uno de sus chicotes está hecho firme en el penol de la verga. (ing. Single).
- Cabos de revés: son las escotas de barlovento y las amuras, bolinas y boliches de sotavento que quedan ociosos en las posiciones de bolina o a un largo.

### Por su uso
- Cabos imbornaleros del plan de la bodega: son los cabos que antiguamente se pasaban por los imbornales del plan, para aclararlos o limpiarlos de la arena y broza que pudiera entorpecer el paso del agua a la caja de bombas.

## Expresiones relacionadas
- Aguantar un cabo: como verbo activo, cobrar del que debe hacer fuerza y está flojo o halar del que forma pandeo o seno hasta quitárselo y dejarlo en línea recta. Como neutro es, en un caso, tener la resistencia suficiente para sufrir el esfuerzo que actúa en él y en otro, es detenerse o no correr en la maniobra que se está ejecutando, ya por estar mordido, atochado o enredado con algún otro objeto ya por hallarse inadvertidamente amarrado en el extremo opuesto a aquel por donde se opera.
- Aclarar cabos (Zafar cabos): desembarazar y poner en sus respectivos lugares los cabos que sirven  para maniobrar.
- Dar cabo: echar una cuerda para que se agarre un hombre que haya caído al agua o el proel de algún bote que viene atracando o se ampara del buque cuando hay mar y viento.